# Selfness
A selfness a wellnessből nőtte ki magát, a helyes sorrend ezeknél a trendeknél a fitness, wellness, selfness, mindness, ugyanakkor mindegyik mást jelent. Ha elfogadjuk, hogy a wellness csupán a testi/fizikai egészséggel, „jól tartással”, kényeztetéssel kapcsolatos szolgáltatásokat kínál, akkor egyértelmű, hogy a selfness jóval több a wellnessnél, hiszen a testen túl, a lélekkel és szellemmel is foglalkozik, igyekszik azokat fejleszteni, szükség esetén gyógyítani. A selfness követői a test, a lélek és a szellem tökéletes összhangjára, és egy egészséges énkép kialakítására törekszenek.
A selfness fogalmát 2002-ben a német származású trend- és jövőkutató Matthias Horx fogalmazta meg és vezette be a köztudatba. 
A selfness hatékonyságát az alternatív gyógymódok képviselői, illetve pszichológusok és lélekgyógyászok ismerték fel először, de mára egyre több tudományág képviselői csatlakoztak a XXI. század egyik legmodernebb és legteljesebb életvezetési módszeréhez. 
A selfness egyfajta életvezetési választás, amely a test, a lélek és a szellem egyensúlyának megteremtésére, illetve a saját magunkkal, belső énünkkel való kapcsolat kialakítására irányul.
Ami a módszereket illeti, a selfness életmód iránt nyitott egyének elsősorban az önismeretet és személyiségfejlődést elősegítő, 
az én-kép megerősítését szolgáló tréningek, terápiák alkalmazásával juthatnak el a belső harmónia és ez által egy egészségesebb, boldogabb lét állapotába. Miután ép lélek csakis ép testben létezhet, ezért a már kialakult tünetek kezelése elengedhetetlen 
a folyamat beteljesítése érdekében. Ezen tünetek, illetve kialakult betegségek kezelése során a selfness követői számára rendkívül sokat segíthetnek a természetgyógyász és egyéb alternatív gyógymódok. 
A selfness az egészséges életmódra törekvők számára egy olyan továbbfejlődést jelent, melynek eredményeként megszületik a kiegyensúlyozott, magát és döntéseit felelősen vállaló, önmagával és környezetével szemben igényes és harmóniában élő személyiség.

## Selfness filozófiája
A selfness életre hívását a túlzottan stresszessé vált környezeti hatások, a mindennapossá váló konfliktusok és az egyre gyakrabban előforduló kiszolgáltatottság érzetét keltő élethelyzetek tették szükségszerűvé. A krízisek ugyanakkor rendkívül értékes lehetőségek az önmagunk megtalálásához vezető úton. Éppen ezért nem küzdenünk kell ellenük, hanem érdemes hálásan fogadni azokat, és egy mélyebb elemzés után iránymutatásként használni. A selfness-t az önmegváltoztatás trendjeként is emlegetik, lévén, hogy saját képességeink felmérése gyakran a változtatás igényét is magával hozza. 
A selfness követői idővel egyre magabiztosabbá, sikeresebbé és boldogabbá válnak, melyet testük, lelkük és szellemük egészsége 
és egysége, továbbá magas szintű önismeretük tesz lehetővé számukra. A személyükből áradó pozitív kisugárzás külső környezetük számára is érzékelhetővé válik, így a selfness hosszú távon nagymértékben hozzájárulhat egy lélekközpontú társadalom kialakulásához.

## Selfness hatékonyságának titka
A selfness hatékonyságának titka, hogy követőit nem időszakos változtatásra, hanem egy élethosszig tartó harmonikus, optimista 
és pozitív életfelfogás kialakítására készteti. Ennek eléréséhez eleinte pszichésen és mentálisan egyaránt komoly erőfeszítésre van szükség, ami idővel egyre könnyebbé, végül pedig életformává válik.

## Selfness a mindennapokban
A selfness folyamatok abban segítenek, hogy létrehozzuk, vagy helyreállítsuk a kapcsolatot saját magunkkal, benső énünkkel. 
A selfness folyamatokra nem léteznek sablonok, azokat egyedileg érdemes definiálni az adott helyzettől függően önmagunk számára vagy külső segítség igénybevételével. Általánosan érvényes módszerek a selfness tekintetében nem léteznek. A selfness ugyanis figyelembe veszi az egyén személyiségjegyeit és sajátosságait, és minden esetben ahhoz igazíthatja életvezetési és terápiás módszereit. A selfness technikáknak köszönhetően a „benső én” harmonikus állapota kialakíthatóvá, illetve hosszú távon fenntarthatóvá válhat bárki számára. A selfness követői különösen nagy hangsúlyt fektetnek a prevencióra, az egészségmegőrzésre, hiszen a problémák megelőzése egyszerűbb és hatásosabb, mint a már kialakult betegségekkel való küzdelem. 
Amennyiben a selfness életvitel követésének gátja van - pl. már kialakult testi-lelki problémák-, úgy ezek feltárására és kezelésére lehetőség van bármely holisztikus gyógyító centrumban vagy selfness központban. A selfness terápiák a holisztikus szemléletet követve, az embert teljes egészében vizsgálják és kezelik. A hangsúly minden esetben a gyökér-okok és a lelki diszharmóniák feltárására és megoldására helyeződik. A selfness életvitel támogatásaként kínált módszerek tanításán és a valós okok feltárásán túl, a már kialakult tünetek, betegségek kezelésében a több ezer éves keleti gyógyászat és alternatív gyógymódok ötvöződhetnek a modern nyugati orvostudománnyal a prevenció jegyében.

## Selfness tréningek
A selfness széles körben történő elterjedése hívta életre a selfness tréningeket, melyek a hagyományos tréning módszereket egészítik ki a selfness életvezetés szemléletével és látásmódjával. A selfness tréningek hatékonyabbak, célszerűbbek és hosszú távú eredmények elérését teszik lehetővé a hagyományos tréningekhez képest. A selfness tréningek egyénileg és csoportosan is végezhetők. A cégek számára kialakított selfness tréningek elsősorban arra fókuszálnak, hogy felfedjék a cégben rejlő belső erőforrásokat, segítsenek rávilágítani a vezetők és a beosztottak között létrejövő együttműködések dimenzióinak zavaraira, és 
utat mutassanak egy harmonikus, mindenki igényeit érvényre juttató, stressz-mentes munkahelyi légkör kialakítása felé, mely 
végső soron a cég sikerének záloga. A selfness módszerek alkalmazásával fejleszthetővé válnak a szervezetet behálózó 
kommunikációs folyamatok, előtérbe kerülnek az egyének szükségletei és valódi, belső motivációi, továbbá a szervezet 
tagjainak fizikai, lelki és szellemi energiát aktivizálva valós kapcsolat jöhet létre az egyéni és vállalati célok között. Ugyanezen tréningek az egyének szintjén elsősorban az önmagunkkal, belső énünkkel való harmonikus kapcsolat kialakítására fókuszálnak.

## Selfness Magyarországon
A hazai selfness piac áttekintése során megfigyelhető, hogy általában pszichológus végzettségű szakemberek, akár többen együttműködve kezdtek el különféle terápiákat végezni együttműködve valamelyik wellness hotellel. A terápiák ilyen esetekben magában a hotelben zajlanak, így kombinálva a szolgáltatásban a selfness és a wellness elemeket. 
Az első magyar nyelvű írásos anyag a témában Fehér Pálma Virág – Selfness a tudatos önépítés trendje c. könyve.

## Selfness központok Európában
- https://web.archive.org/web/20110902081140/http://www.lebensschule-maras.de/Lebensschule/
- https://web.archive.org/web/20110918105700/http://www.selfness-center.ch/
- https://web.archive.org/web/20120425212533/http://european-selfness-academy.com/